# Cladobium graminifolium
Cladobium graminifolium là một loài thực vật có hoa trong họ Lan. Loài này được (Ruiz & Pav.) ined. mô tả khoa học đầu tiên.

## Hình ảnh

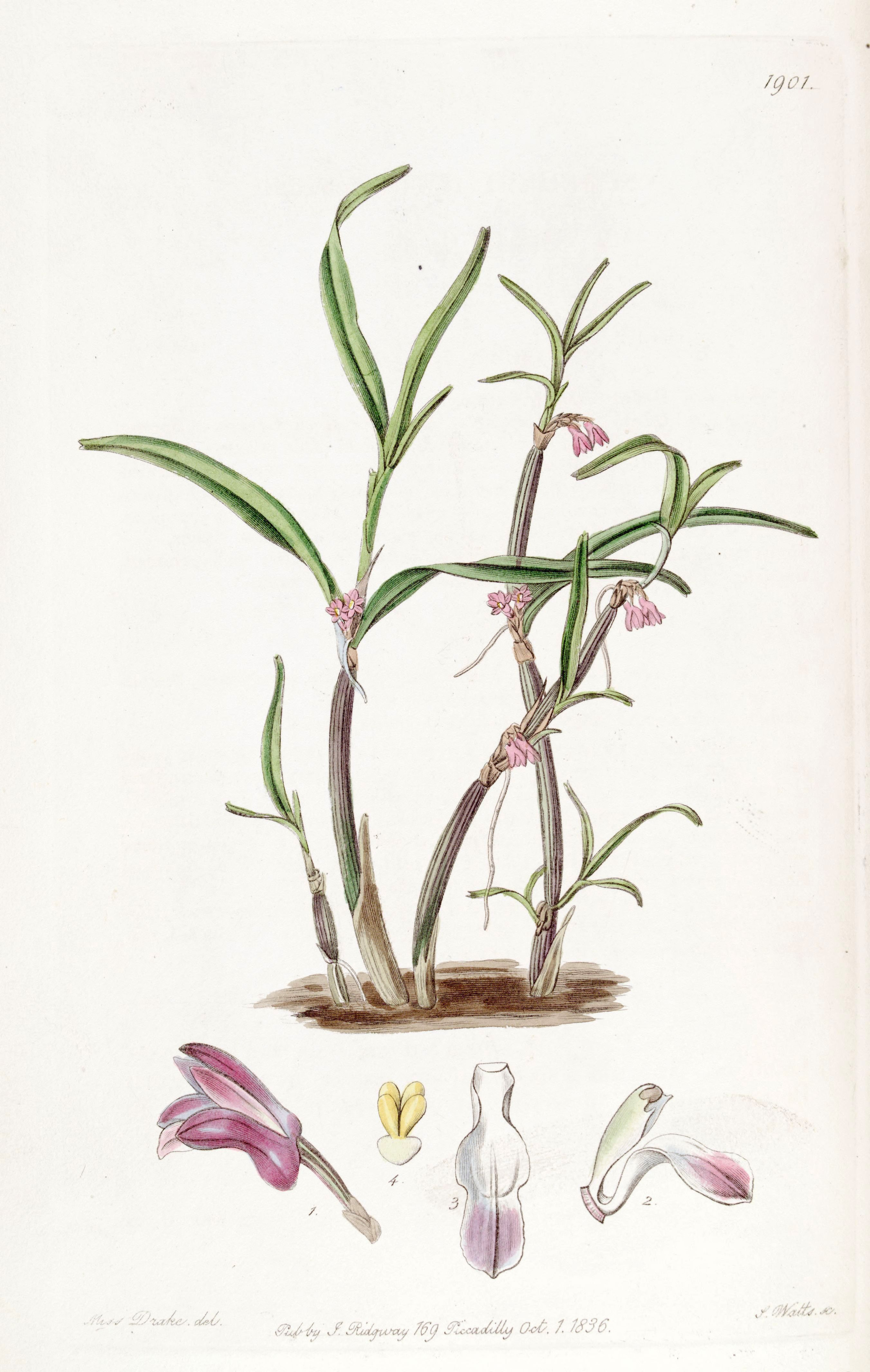